# Крэкнелл, Адам
Адам Крэкнелл (англ. Adam Cracknell; род. 15 июля 1985, Принс-Альберт, Саскачеван) — канадский хоккеист, нападающий.

## Карьера

### Юношеская
Крэкнелл начинал свою карьеру в клубе Западной хоккейной лиге «Кутеней Айс». В сезоне 2004/05 выиграл регулярный чемпионат с этим клубом.

### Профессиональная
За всю карьеру в НХЛ сменил несколько клубов, но так и не смог в них закрепиться, отправляясь в фарм-клубы. 1 июля 2018 года, как свободный агент, заключил однолетний контракт на сумму 650 000 долларов с клубом «Торонто Мейпл Лифс». 10 декабря 2018 года был обменян в «Анахайм Дакс». Всего по состоянию на июнь 2019 года сыграл в НХЛ 210 матчей, набрав 43 (21+22) очка.
4 июля 2019 года подписал однолетний контракт с китайским клубом «Куньлунь Ред Стар».
10 сентября 2020 года подписал однолетний контракт с клубом «Эдмонтон Ойлерз».
Выступал за сборную Канады на Кубке Шпенглера 2018/19.